# Колла мак Форгуссо
Колла мак Форгуссо (Колла мак Фергуссо; др.‑ирл. Colla mac Forgusso, Colla mac Fergusso; умер в 796) — возможно, король Коннахта (792—796) из рода Уи Бриуйн.

## Биография
Колла был сыном правителя Коннахта Форггуса мак Келлайга, умершего в 756 году. Согласно средневековым генеалогиям, Форггус принадлежал к Уи Бриуйн Ай, одной из ветвей рода Уи Бриуйн. Септ, выходцем из которого был Колла, назывался в честь его деда Келлаха мак Рогаллайга Сил Келлайг и владел землями вблизи современного города Хедфорд.
Предполагается, что Колла мак Форгуссо взошёл на престол Коннахта в 792 году, после гибели в сражении короля Кинаэда мак Артгайла. Это мнение основывается на упоминании королевского статуса Кинаэда в «Анналах Инишфаллена». Однако имя Кинаэда отсутствует в списке коннахтских монархов, сохранившемся в «Лейнстерской книге», а «Анналы Ульстера» 792 годом датируют начало правления Муиргиуса мак Толлалтайга, победителя короля Кинаэда. Предполагается, что в 790-х годах Колла и Муиргиус могли соперничать друг с другом за власть над Коннахтом.
Колла мак Форгуссо скончался в 796 году. В сообщении об этом событии в «Анналах Инишфаллена» он назван королём Коннахта, однако в «Анналах Ульстера» он наделён только титулом «король Уи Бриуйн». Колла — последний коннахтский правитель из Сил Келлайг. С конца VIII века влияние этого септа стало уменьшаться и позднее он был даже вытеснен из мест своего проживания родом Уи Бриуйн Сеола.